# 里登堡
里登堡是德国巴伐利亚州的一个市镇。总面积100.45平方公里，总人口5628人，其中男性2783人，女性2845人（2011年12月31日），人口密度56人/平方公里。